# Ribozilpirimidinska nukleozidaza
Ribozilpirimidinska nukleozidaza (EC 3.2.2.8, -ribozilpirimidinska nukleozidaza, pirimidinska nukleozidaza, N-ribozilpirimidinska ribohidrolaza, pirimidinska nukleozidna hidrolaza, RihB, YeiK, nukleozidna ribohidrolaza) je enzim sa sistematskim imenom pirimidin-nukleozidna ribohidrolaza. Ovaj enzim katalizuje sledeću hemijsku reakciju
pirimidinski nukleozid + H2O {\displaystyle \rightleftharpoons } D-riboza + pirimidinska baza
Ovaj enzim takođe u manjoj meri hidrolizuje purin D-ribonukleozide. 2'-, 3'- i 5'-dezoksinukleozidi nisu supstrati.

## Literatura
- Nicholas C. Price; Lewis Stevens (1999). Fundamentals of Enzymology: The Cell and Molecular Biology of Catalytic Proteins (Third изд.). USA: Oxford University Press. ISBN 019850229X.
- Eric J. Toone (2006). Advances in Enzymology and Related Areas of Molecular Biology, Protein Evolution (Volume 75 изд.). Wiley-Interscience. ISBN 0471205036.
- Branden C; Tooze J. Introduction to Protein Structure. New York, NY: Garland Publishing. ISBN 0-8153-2305-0.
- Irwin H. Segel. Enzyme Kinetics: Behavior and Analysis of Rapid Equilibrium and Steady-State Enzyme Systems (Book 44 изд.). Wiley Classics Library. ISBN 0471303097.
- William P. Jencks (1987). Catalysis in Chemistry and Enzymology. Dover Publications. ISBN 0486654605.

## Spoljašnje veze
- Ribosylpyrimidine+nucleosidase на 